# Sânger, Mureș

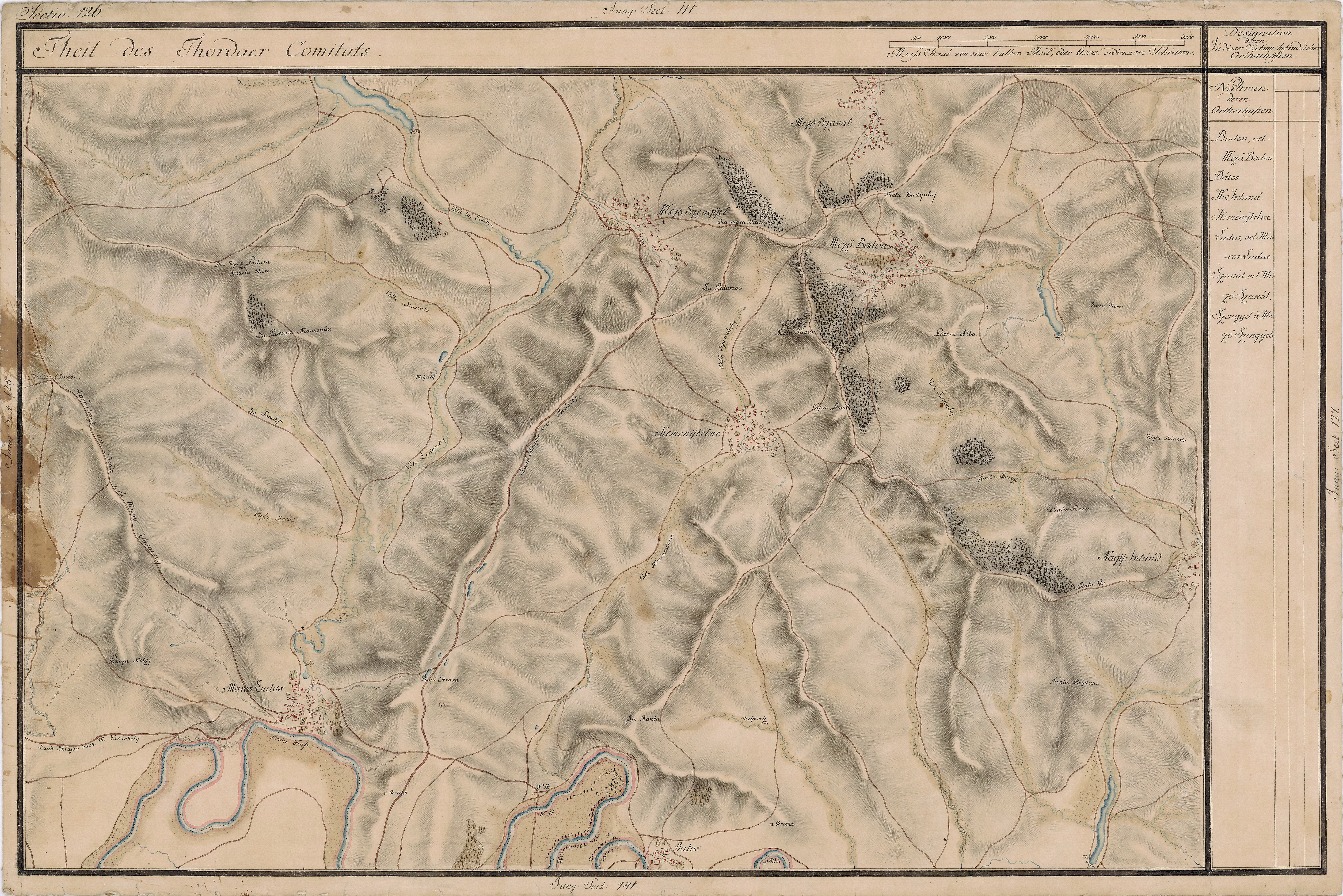
Sânger în Harta Iosefină a Transilvaniei, 1769-73.

Sânger (în trecut Sânger de Câmpie; în maghiară Mezőszengyel) este satul de reședință al comunei cu același nume din județul Mureș, Transilvania, România.

## Demografie

### Structura populației dupa naționalitate
Nota: In anul 1977 la categoria " alte etnii" ,alǎturi de rromi , este inclusǎ si o persoanǎ de naționalitate ucraineanǎ.

### Structura populației dupǎ apartenența religioasǎ

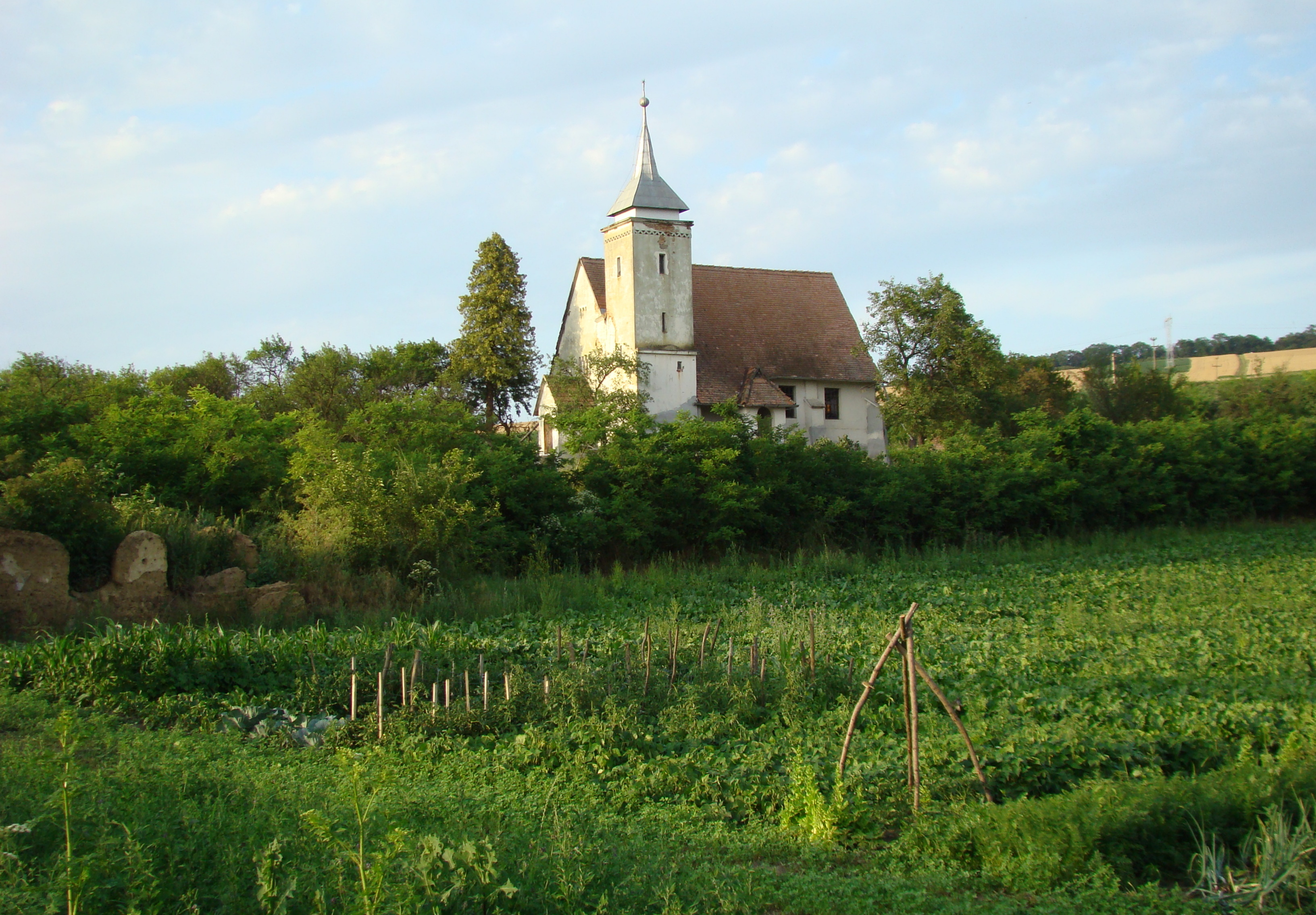
Biserica reformată

## Așezare

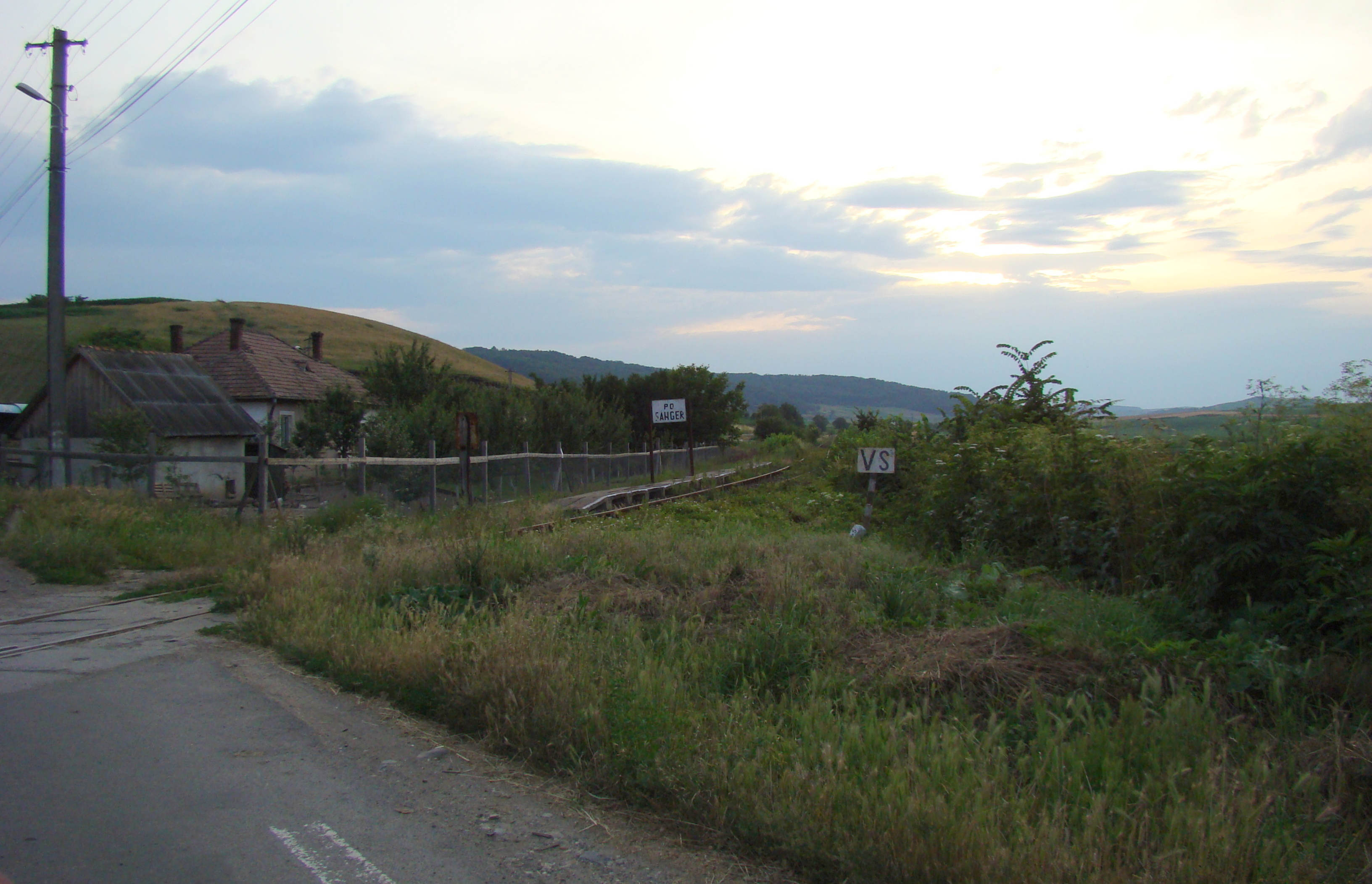
Halta Sânger (cătunul „Gară”)

- Satul Sânger este așezat în stânga și de-a lungul Pârâului Șarchii, pe văile și versanți unor cursuri de apă având tendința curgerii, cu adunarea, aglomerarea caselor spre centru. Fostele sate sau cătune, cândva înfloritoare, azi au devenit străzi, unele dintre ele au dispărut, cum sunt: Ascunsa, Fundul Cânetelii, Hodaie, Fundul Bârzii, Gaura Sângerului, Sub Teiuș, altele mai au câteva case; Podei: trei case; Teiuș: o casă; Gară: patru case, dar Luțărniștea, Recea, Podul Șarchii, Cânetele, Guștiurița, Cloponiță, Săveștiul, Fața, Sub Vii, Curmătura, Păduricea, își revin după 1990 încet și foarte greu la viață.

### Vecini
La est, localitatea Papiu Ilarian, fost Budiul de Câmpie
La est, localitatea Iclănzel
La sud-est, localitatea Iernut
La sud-est, localitatea Bogata de Mureș
La sud, localitatea Cuci
La sud-sud-vest, localitatea Luduș
La nord-vest, localitatea Tăureni
La nord, localitatea Zau de Câmpie
Date comparative privind atestarea documentară, anul menționării învățământului, populația
```
Localitatea           Anul       Prima                 Populația
                     atestării   școală     1930      1966     1992
Sânger              1328(1310)  1780-85     2290      1858     1197
Papiu-Ilarian       1334         1787       1629      2036     1024
Iclănzel            1501         1874        961      2167     2092
Iernut              1257         1867       2464      6035     5964
Bogata              1295         1867       2391      2693     1862
Cuci                1410                     733      3464     2207
Luduș               1377(1333)   1811       5085     11794    18789
Tăureni             1454         1824       1351
Zau de Câmpie       1339                    1774      4504     3562
```

### Căile de acces și distanțele
Centrul localității, este la circa 2,5 kilometri, în dreapta drumului județean 151, Luduș-Zau-Sărmaș, pe un drum comunal, care înainte de a ajunge în centru, se poate continua spre localitațile Chimitelnic și Papiu-Ilarian.
Distanțele în linie dreaptă și pe șosea până la localitățile învecinate sau cele mai importante:
Localitatea    Direcția   Distanța în    Distanța pe   Prin ce
```
                         linie dreaptă     șosea      localitate
Cluj-Napoca      NV          47,5 km         92 km     Luduș
Turda            V           27,5 km         41 km     Luduș
Tg.Mureș         E           32,5 km         51 km     Luduș
Iernut           SE          14   km         25 km     Luduș
Luduș            S            7,5 km         10,5 km    -
Papiu Il.        E            5   km          7,5 km    -
Iclănzel         SE          11   km         32  km    Luduș-Iernut
Bogata           S           12,5 km         15  km    Luduș
Cuci             S           11   km         15,5      Luduș
Tăreni           NV           5   km          5,5        -
Zau de C.        N            7,5 km          9,5      Tăureni
```

Numeroase drumuri vechi trec prin zonă și care înainte vreme erau făcute cu pasul.
Drumul Urcii, cu legătură spre Turda, Cluj, Budapesta, Viena drum parcurs de numeroși locuitori în vechime la târguri, mânăstiri, sau cu diverse treburi administrative.
Drumul Rupturilor spre Tăureni, Valea Largă, Frata.

## Localizare
Așezată în partea de vest a județului Mureș, localitatea Sânger este situată în Câmpia Transilvaniei, subunitatea Câmpia Sărmașului și Colinele Ludușului și Comlodului, la nord de râul Mureș (circa 10 kilometri) și orașul Luduș (46° 21' 14" latitudine nordică, 24° 4' 12" longitudine estică) în zona cunoscută ca centrul Transilvaniei.
Perimetrul așezării se situează între văile Ludușului (Pârâul de Câmpie) la vest și Pârâul Ranta la est.
Relieful este slab vălurat, cu altitudini ce oscilează între 350-550 metri, altitudinea medie fiind de 384 metri. Cel mai înalt deal este cota 543 metri (dealul Țiglă, Gorgan), urmat de dealul Chimitelnic, 488 metri și dealul Ticui.
Principalele unități geomorfologice sunt:
-versanții
-văile dintre versanți
-cumpenele apelor
Cea mai mare parte a teritoriului este ocupată de versanți, care prezintă numeroase forme de microrelief. Orientarea lor este estică și vestică, determinată de curgerea apelor aproximativ pe direcția nord-sud.
Profilul transversal al versanților nordici și în parte cei estici este drept sau ușor convex, iar cel longitudinal uniform. Lățimea lor variază între 200 și 700 metri, cu pante cuprinse între 5-25% înclinație, dominând pantele de 5-12%.
Mult mai fragmentați, cu numeroase alunecări si eroziuni sunt versanții sudici și estici, a căror pantă variază între câteva grade până la 40-50% înclinație, cu un profil neregulat, cu dese schimbări de pantă, cu alunecări, unele în curgere, altele vechi stabilizate, cu rupturi și ogașe.
Văile dintre versanți sunt: Pârâul de Câmpie (Ludușelul) și Valea Ranta cu afluenții lor, lățimea acestor văi fiind cuprinsă între câțiva metri până la 300-400 metri.
Cumpenele apelor au o direcție nord-sud, cu excepția nordului localității unde direcția este est-vest.

## Geologia
Teritoriul este așezat pe depozite sarmațian-panoniene, reprezentând umplerea neomogenă a Bazinului Transilvaniei. Formațiunile geologice sunt reprezentate prin argile marnoase, argile și marne cu intercalații de nisipuri și gresii slab cimentate.
Cuaternarul este reprezentat prin depozite deluviale, coluviale și aluviale formate prin eroziune și depunerea materialului sedimentar la baza pantelor sau văilor existente în zonă.

## Hidrografia și hidrologia
Teritoriul se află în bazinul hidrografic al Mureșului,râu care curge la circa 10 kilometri sud de localitate.

### Văile principale
Valea Câmpiei sau Ludușelului, pârâu care izvorăște din județul Bistrița-Năsăud, are o lungime de 59 kilometri, cu o suprafață a bazinului hidrografic de 643 kilometri pătrați și un fond forestier de 2465 hectare. Afluenții care ne interesează ai acestui pârâu sunt: Pârâul Ascunsa, Pârâul Sub Teiuș, Pârâul Recea, Pârâul Sec, Valea Șarchii, Pârâul Daho și Pârâul Zăpozie.
Valea Șarchii, pârâul cel mai inportant de pe raza comunei, după Valea Câmpiei, are o lungime de circa 10 kilometri, o suprafață a bazinului hidrografic de 40 kilometri pătrați, un fond forestier de circa 109 hectare, izvorăște de pe teritoriul comunei Zau de Câmpie, satul Bărboși, străbate satele Bărboși, Bârza și Sânger și se varsă în apropierea gării C.F.R. din Sânger în Valea Câmpiei. Are numeroși afluenți, atât de stânga cât și de dreapta, unii fiind permanenți, alții temporari. Printre cei mai importanți afluenți se numără Pârâul Satului, Pârâul Bârza (De sub Coastă), Pârâul Cânetelii, Pârâul Recea. Deși în ultimii ani seceta prelungită a dus la scăderea considerabilă a nivelului apei până la uscarea albiei, aceste pâraie pot oricând să producă mari pagube prin revărsare, așa cum s-a întâmplat nu o dată în trecut. Inundații cu destule pagube s-au produs nu numai în 1970, 1975, 1998 ,dar sunt date și despre efectele revărsărilor din 1857, 1872, 1912, 1932 și 1933 când s-au produs și numeroase alunecări de teren. Valea Ranta, cu o lungime de circa 9 kilometri, se varsă direct în râul Mureș, în aval de satul Cuci. Numeroase izvoare de coastă apar în teritoriu datorită alternanței de roci permeabile și impermeabile, care prin adunarea apelor dau pârâiașe mai mari sau mai mici. În satul Bârza curge Pârâul de Sub Coastă și Pârâul Bârzii, mai în aval Pârâu de la Stanu, în zona Cânetele curg mai multe pârâiașe: Pârâul de la Gaura Sângerului, Pârâul Fundul Cânetelii, Pârâul Cânetelii; din zona centrală a localității apa este adunată de Pârâul Săvești, Pârâul Bisericii Catolice, Pârâul Școlii (Buna Bătrână), Pârâul Plopi, de către pârâul Satului (Cloponiță) și care se varsă în Pârâul Șarchii, în zona cunoscută ca Podul Șarchii.
În funcție de relief, apa freatică se află la adâncimi de peste 10 metri pe culmi, 3-5 metri în zonele depresionare și 0,5-2,5 metri în văi. În general apa este bună de băut, cu câteva excepții în partea de sud-vest a localității. Cele mai cunoscute fântâni au primit numele locului sau al locuitorului pe pământul căruia au fost sau sunt. Așa sunt cunoscute fântânile Buna, Buna Bătrână, Bodor, Cânetele, Largu, Măgheran, Sub Teiuș, Samoilă, La Plopi, Recea, Fântâniță etc. Există și câteva izvoare sărate în satul Bârza, cătunul Vale, cel mai cunoscut fiind cel de la Stanul. După inundațiile din 1970 și 1975, între Sânger și Tăureni, satul Moara de Jos, pe albia Pârâului de Câmpie, s-a amenajat un lac piscicol în suprafață de circa 40 hectare; înainte acest loc era o întindere de stuf și trestie, mlăștinos, cunoscut ca un rai al păsărilor de baltă. Tot în această perioadă Valea Șarchii a fost supusă unor lucrări de regularizare.

### Clima
Clima este în general moderat-continentală. Pentru interpretarea climei s-au folosit datele de la Stația Meteo Sărmaș și Stația Câmpia Turzii.
Temperatura medie multianuală este de 8,3°C pentru Sărmaș și 8,7°C pentru Câmpia Turzii. Media lunară cea mai scăzută este în luna ianuarie -4°C la Câmpia Turzii și -4,2°C la Sărmaș,iar cea mai ridicată temperatură se înregistrează în luna iulie 19,8°C la Câmpia Turzii și 18,3°C la Sărmaș. Pentru perioada 1976-1988, cea mai mică temperatură s-a înregistrat în 14 ianuarie 1985, -29,6°C,iar cea mai ridicată temperatură a fost în 20 iulie 1987, +37,5°C, ambele la Sărmaș. Amplitudinea medie a temperaturilor oscilează mai puțin față de alte zone, deoarece oscilațiile sunt atenuate de relieful depresionar al Câmpiei Transilvaniei. Amplitudinea anuală este de 69,2°C la Câmpia Turzii și 67,1°C la Sărmaș. Numărul zilelor fără îngheț este de 170-180, la Câmpia Turzii, și 183 zile la Sărmaș.
Brumele sunt frecvente primăvara în aprilie, posibile și în primele două decade a lunii mai, iar toamna primele brume apar în decada a doua a lunii septembrie, fiind frecvente în octombrie. Media zilelor cu brumă este de 32,5 zile.

### Regimul pluviometric
Precipitațiile atmosferice au o repartiție neuniformă pe luni. Media multianuală a precipitațiilor este de 590 mm, la Câmpia Turzii, și 526 mm la Sărmaș. Precipitațiile maxime se înregistrează în luna iunie, 72,4 mm, iar minimele în februarie, 21,6 mm. Minima lunară a fost de 0 mm în februarie 1976, iar maxima în 24 de ore a fost în 21 iunie 1979, de 63,8 mm, iar după 1990, probabil maxima a fost în 1992, de 136 mm în 24 de ore, la Luduș.
Zăpada atinge câțiva centimetri până la câteva zeci de centimetri, media multianuală fiind de 18,6 centimetri, fiind rare iernile cu zăpezi abundente sau cele fără pic de zăpadă.
Grindina este un fenomen destul de rar în această zonă, dar când se produce poate provoca mari pagube.

### Regimul eolian
Vânturile din zonă au o intensitate relativ mică, datorită formei depresionare, și au în general două direcții dominante: iarna dinspre sud-est, vara dinspre nord-vest, vest și sud-vest. Cea mai mare intensitate o au vânturile dinspre nord-vest, care sunt și aducătoare de ploi.

### Solurile
Solurile reprezintă rezultatul acțiunii conjugate a tuturor factorilor de solidificare. Este imposibil de delimitat acțiunea fiecărui factor în parte. Rolul predominant în formarea și repartiția teritorială a solurilor au avut-o apa freatică, roca mamă, vegetația și relieful.
Influența directă a reliefului se observă îndeosebi în procesul de eroziune. Pe versanții puternic înclinați, acoperiți cu vegetație rară, solul este expus eroziunii, prin apele de șiroire, care îndepărtează orizonturile superioare, iar orizonturile inferioare au o fertilitate mai scăzută. Pe acești versanți procesul de eroziune este mai puternic ca cel de pedogeneză.
Pe versanții slab înclinați se produce o antrenare lentă a materialului din stratul superior. Particulele fine sunt antrenate de ape, transportate și depuse la partea inferioară a versantului, dând naștere la soluri mai fertile.
Pe terenurile plane sau cu înclinații mici, datorită impermeabilității orizontului, apa din precipitații nu pătrunde în profunzime în sol, stagnează în acest orizont, fapt care duce la pseudogleizarea solului.
În zonele de luncă sau unde apa freatică este aproape de suprafață se obsearvă fenomene de gleizare și formarea unor soluri hidromorfe cum ar fi solurile gleice, lăcoviștile și soluri clinohidromorfe, sau cu gleizare slab sau moderată a unor soluri deja gata formate.

#### Lista solurilor
1. Molisoluri              1669,4 ha              37,1%
2. Argilosoluri            1384,2 ha              30,8%
3. Cambisoluri               34,8 ha               0,8%
4. Soluri hidromorfe        568,8 ha              12,7%
5. Soluri neevoluate, trunchiate, desfundate     291,2 ha               6,5%
6. Complexe de soluri       545,7 ha               12,1%

Gruparea (solurilor) terenurilor în clase de pretabilitate la arabil:
- clasa I                   0   ha                -
- clasa II                451,7 ha               10,1%
- clasa III              3088,5 ha               68,7%
- clasa IV                795,4 ha               17,6%
- clasa V                 138,1 ha                3,1%
- clasa VI                 20,3 ha                0,5%

### Flora
Teritoriul localității face parte din zona de vegetație a pădurilor, subzona silvostepei, districtul silvostepa medie a Câmpiei Transilvaniei.
În pădurile și tufișurile din zonă, speciile dominante sunt: Quercus robur, Quercus peduncularis, Ulmus campestris, Tilia tomentosa, Populus nigra, Robinia pseudoacacia etc.
Vegetația ierboasă prezintă o mare varietate în funcție de microrelief. În zonă predomină vegetația ierboasă xerofilă și mezoxerofilă reprezentată prin: Pos protensis, Festuca sp., Dactylis glomerata, Stipa capillata; pe văile dintre versanți unde drenajul este defectuos, vegetația caracteristică este reprezentată prin: Alopecurus pratensis, Agrostia alba, Deschamsis caespitosa, Agropyron repens, Trifolium sp., Rumunculus sp., Cichorium intybus ș.a. În lumea văilor și în zonele cu exces de umiditate predomină vegetația hidrofilă: Inunae corex, Pharanghuites etc. Terenurile cu expoziție sudică,sud-estică sau sud-vestică, care sunt și erodate au pajiști cu valoare furajeră. Speciile dominante aici sunt: Agropyron cristatum, Agropyron ischemus, Festuca sulcata, Artemisia campestris etc.
Terenurile cultivate au în general următoarele buruieni: Amaranthus retroflexus, Taxacum afficale, Cirsium arvense, Agropyron repens, Agrostecuma, Setaria, Veronila, Stellaria ș.a.
Pe dealurile din nordul localității crește în pâlcuri rare și vestitul bujor de stepă.

## Personalități
- Farkas Száva (1826-1891), jurist, vice-secretarul Scaunului Mureș, specialist în pomologie, profesor de geografie și istorie naturală între 1862-1884 în Liceul Romano-Catolic din Târgu Mureș[4][5]

## Imagini

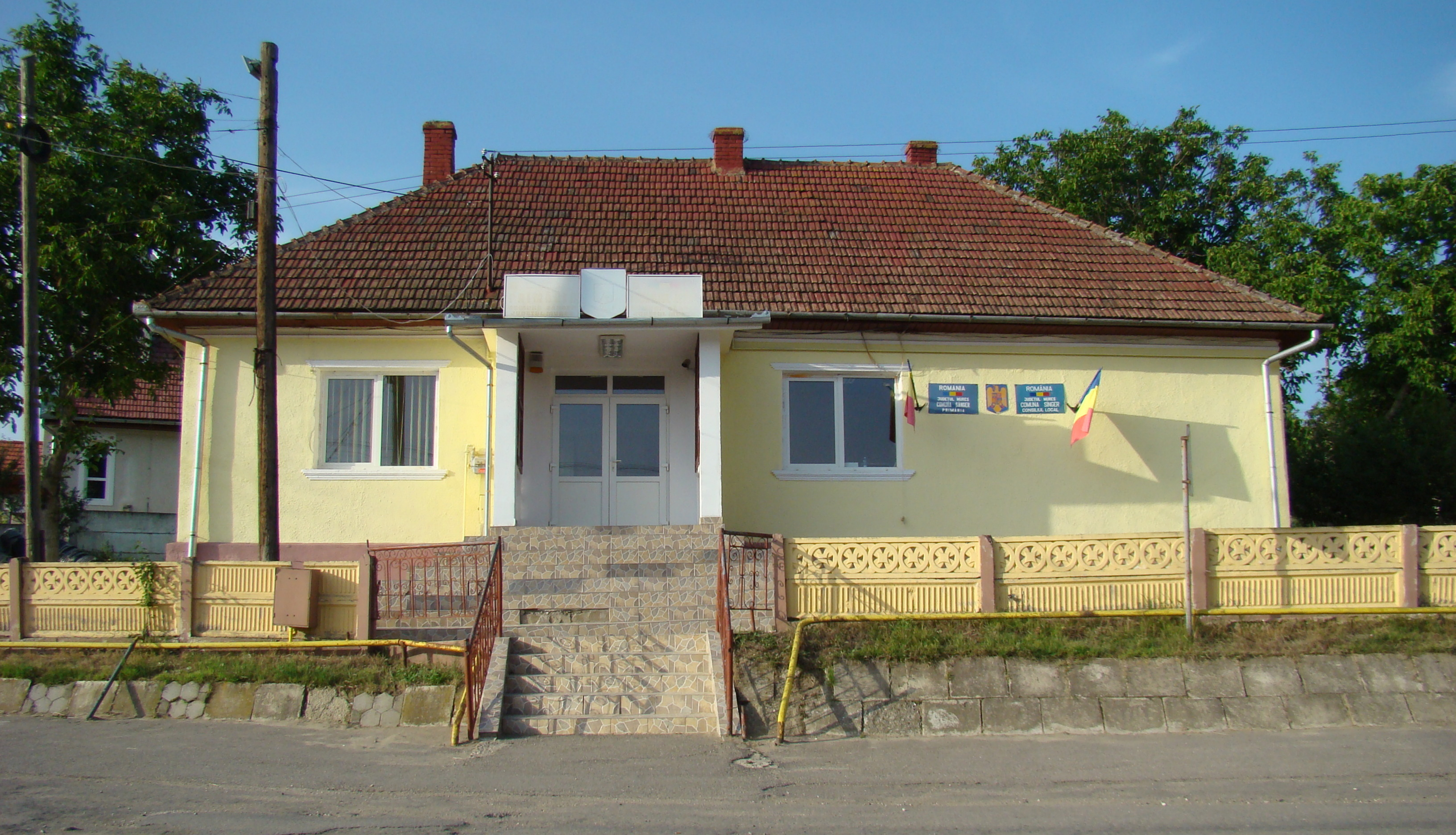
Primăria comunei Sânger
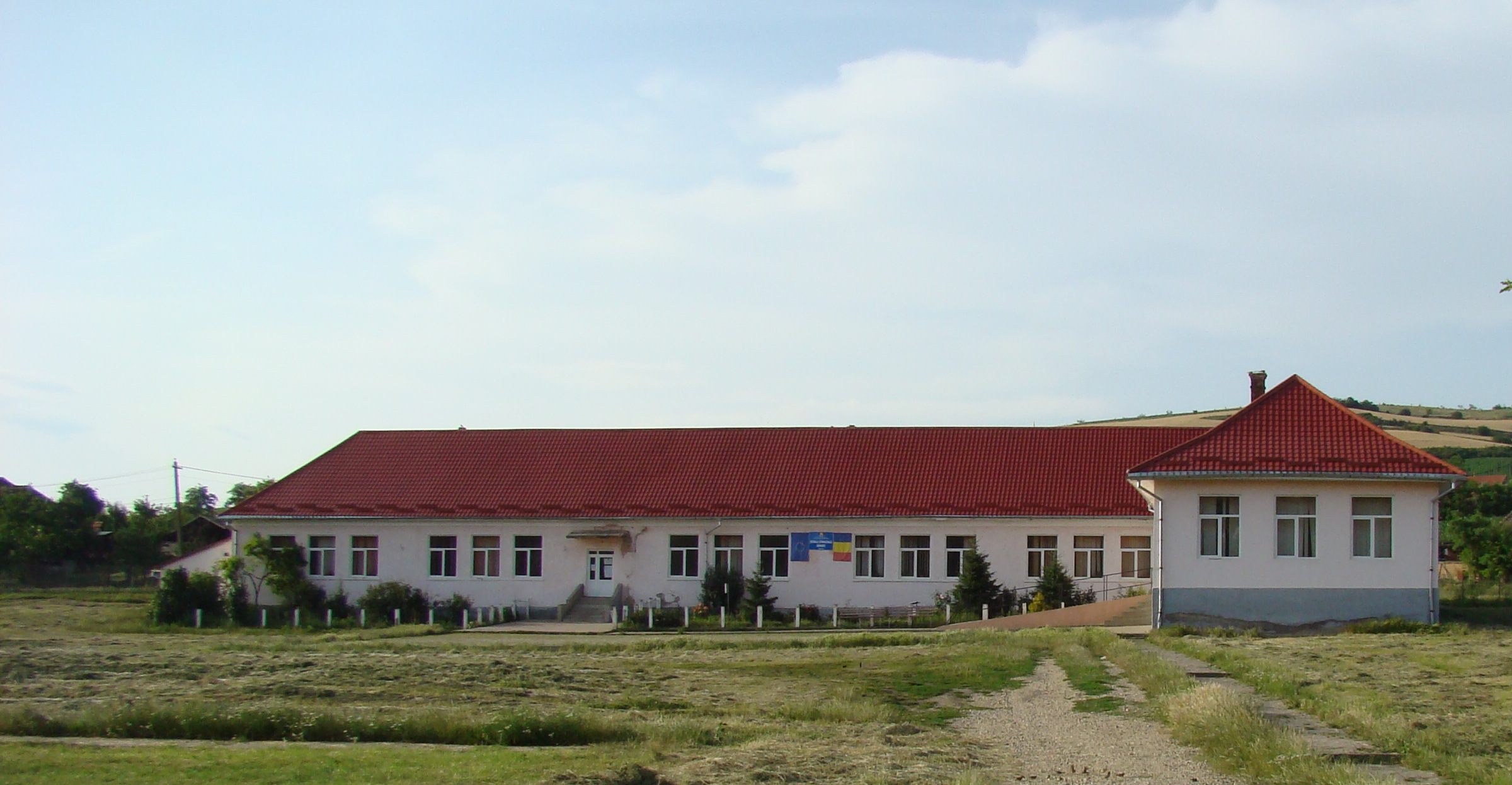
Școala
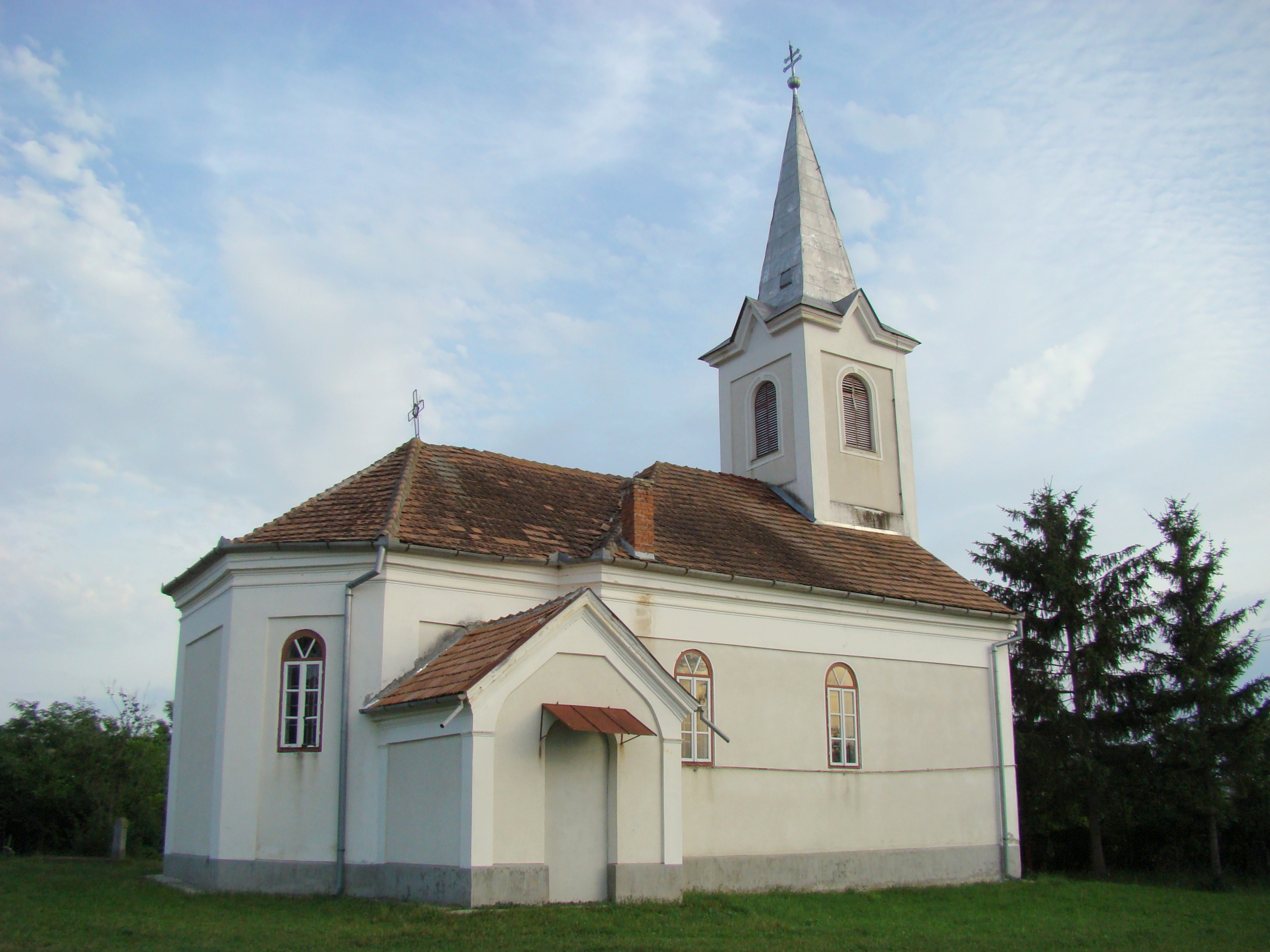
Biserica romano-catolică (1785)
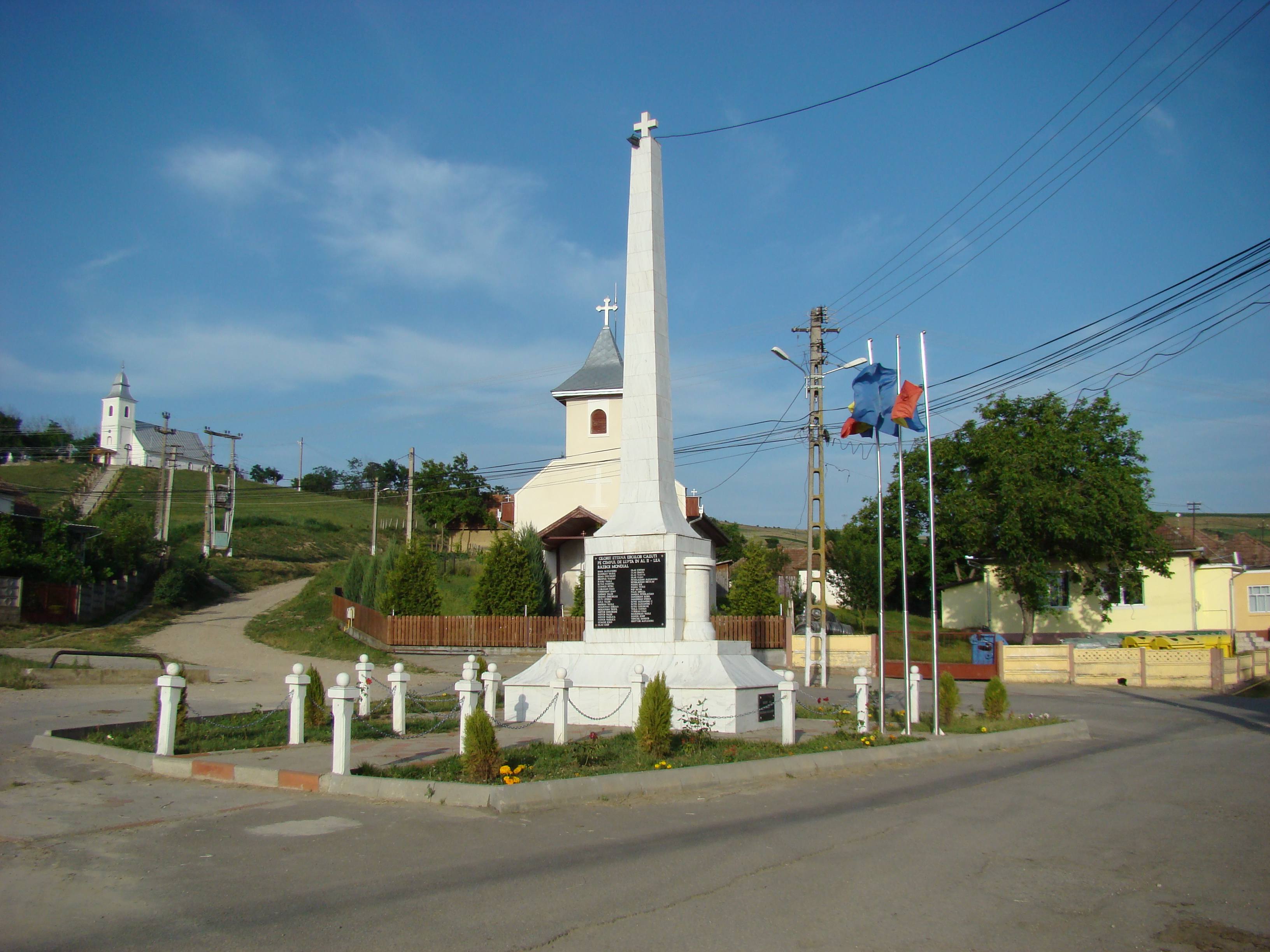
Monumentul Eroilor
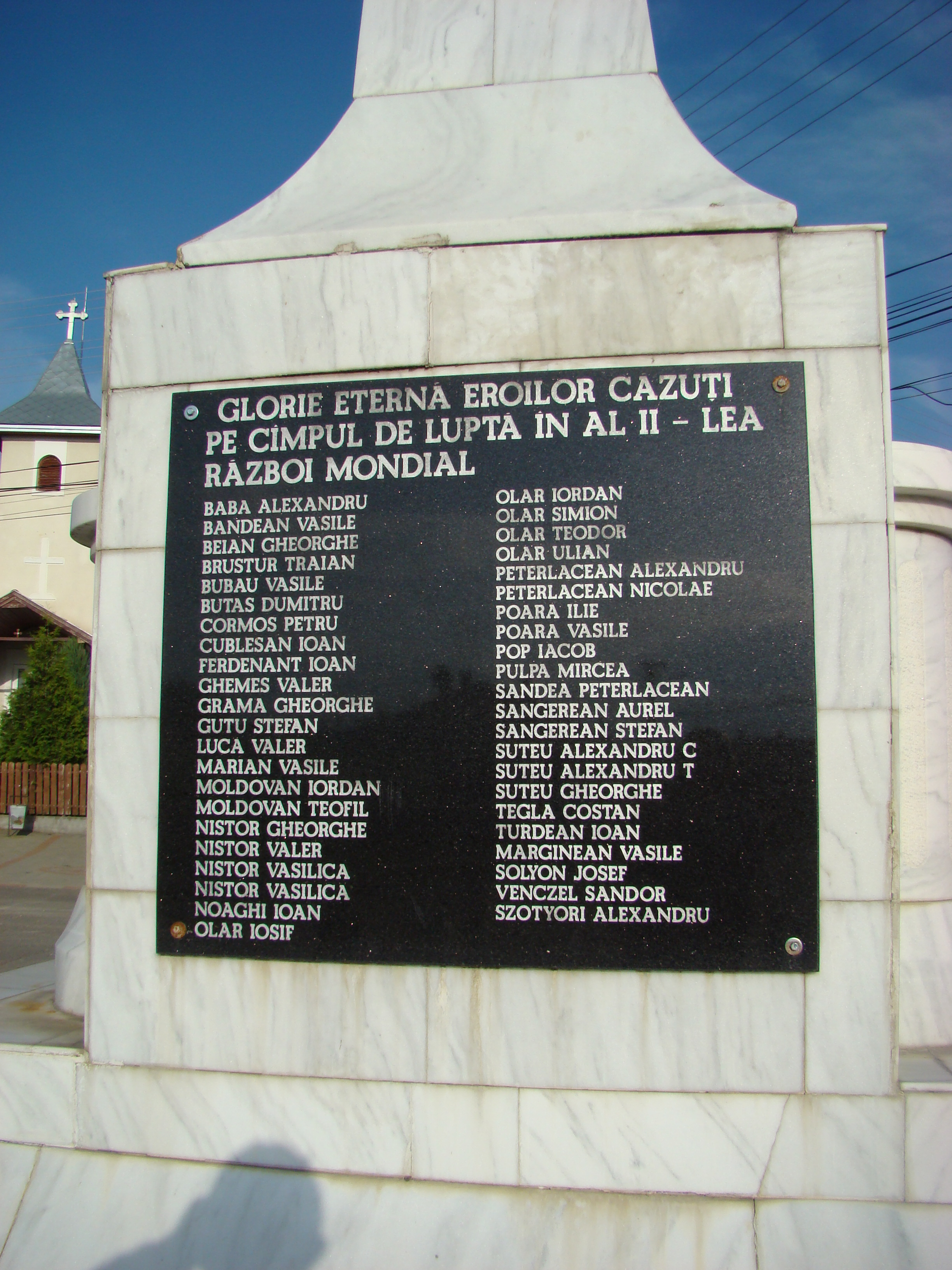
Monumentul Eroilor (detaliu)
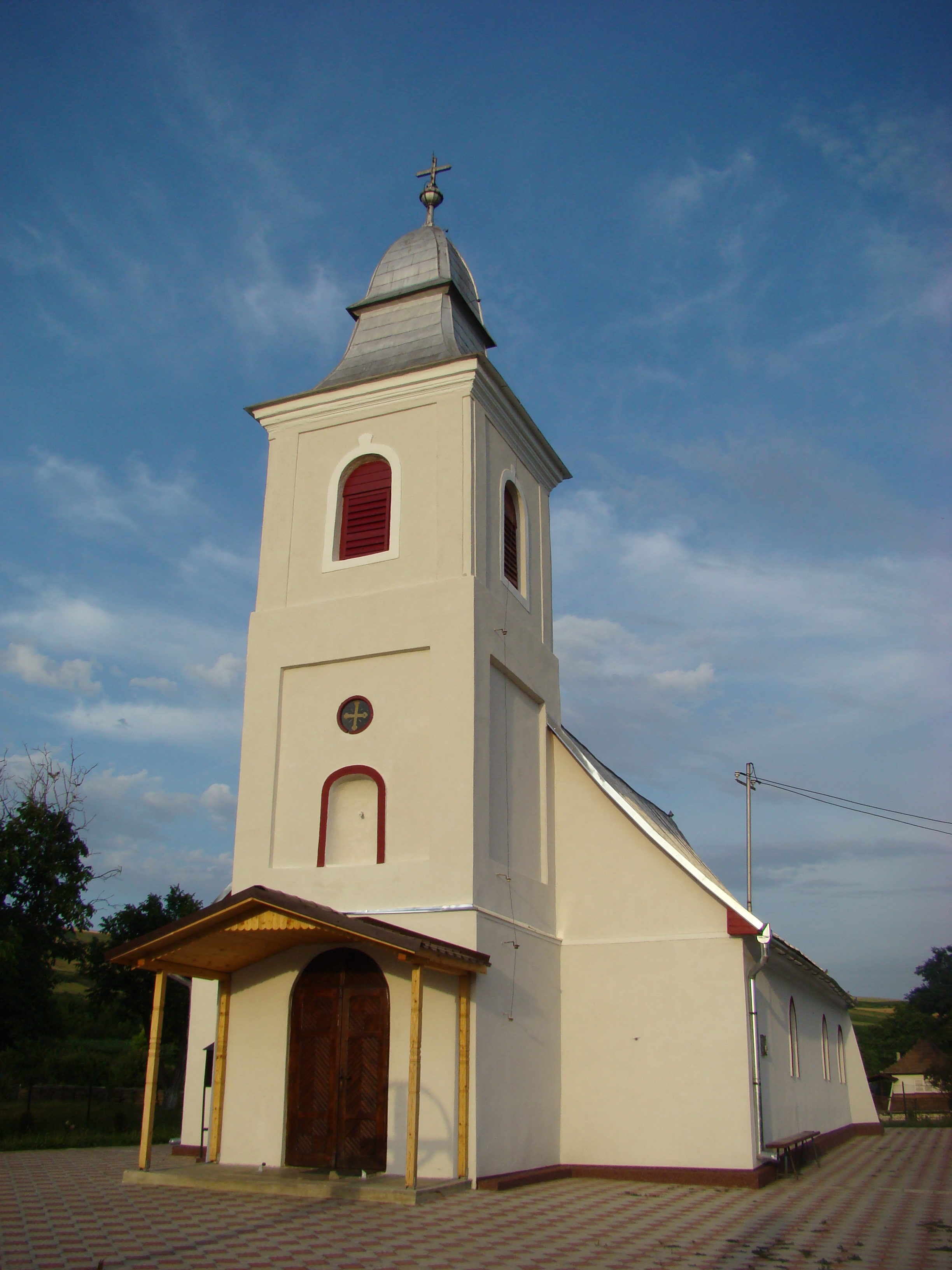
Biserica ortodoxă
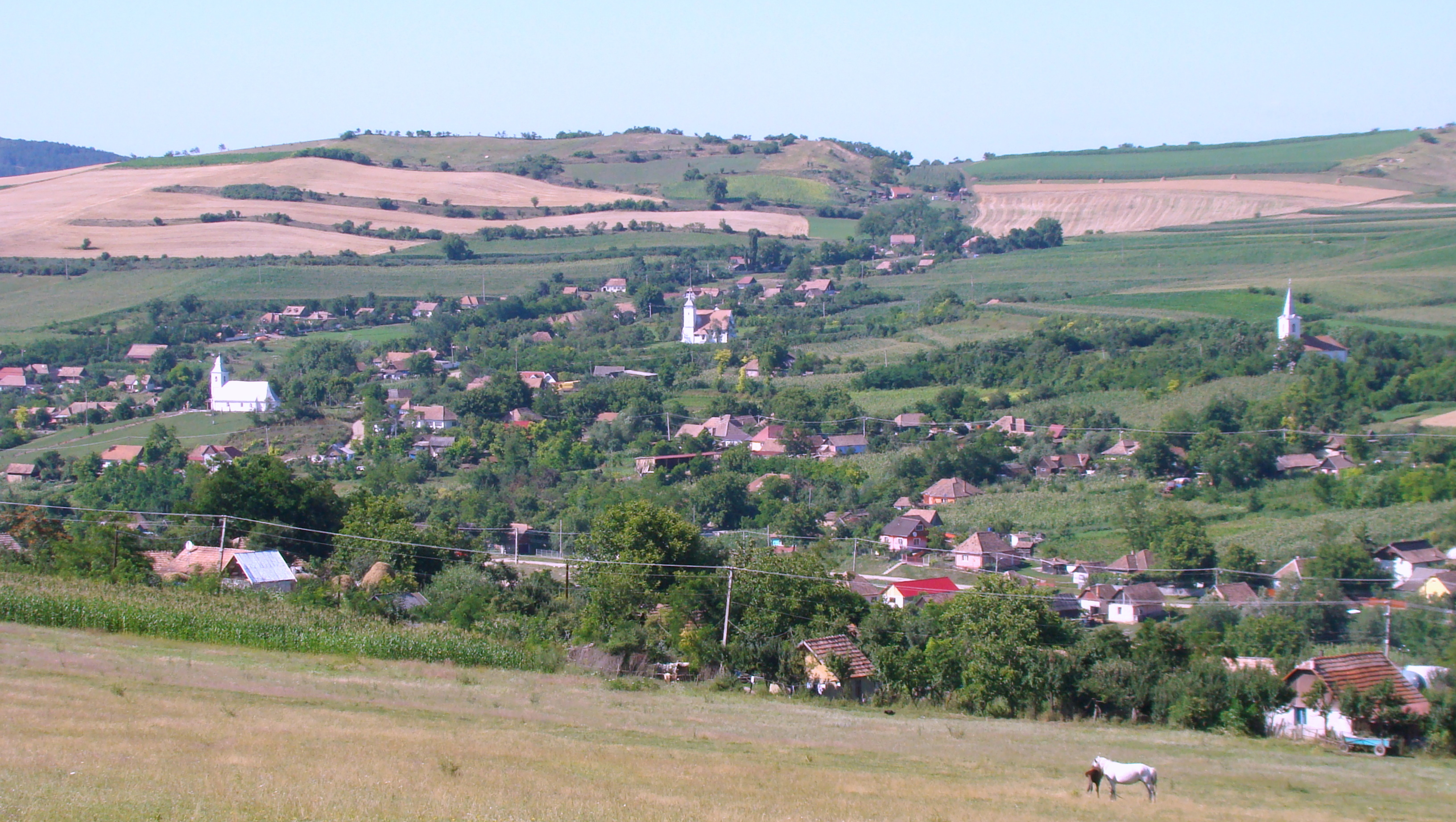
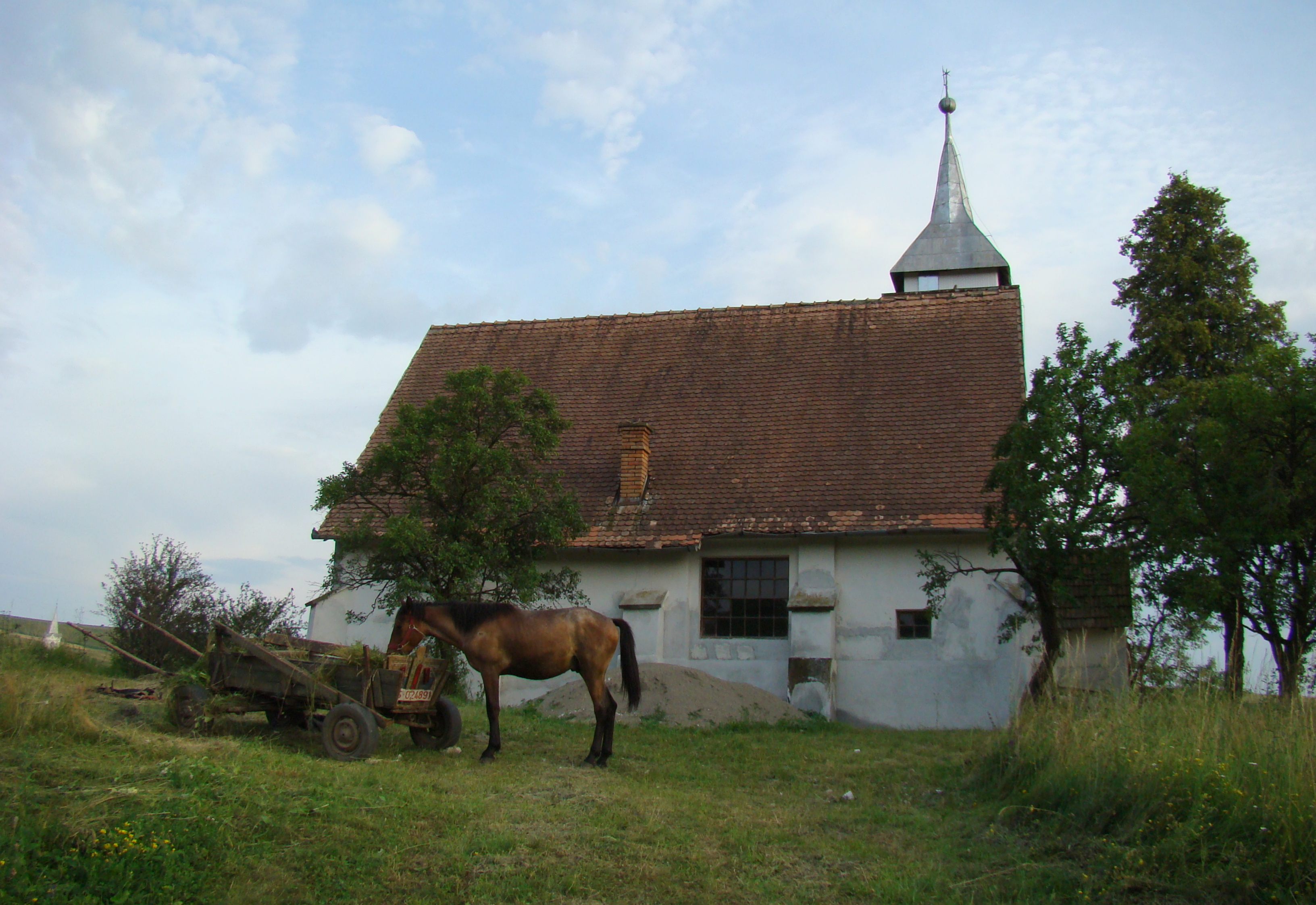
Biserica reformată
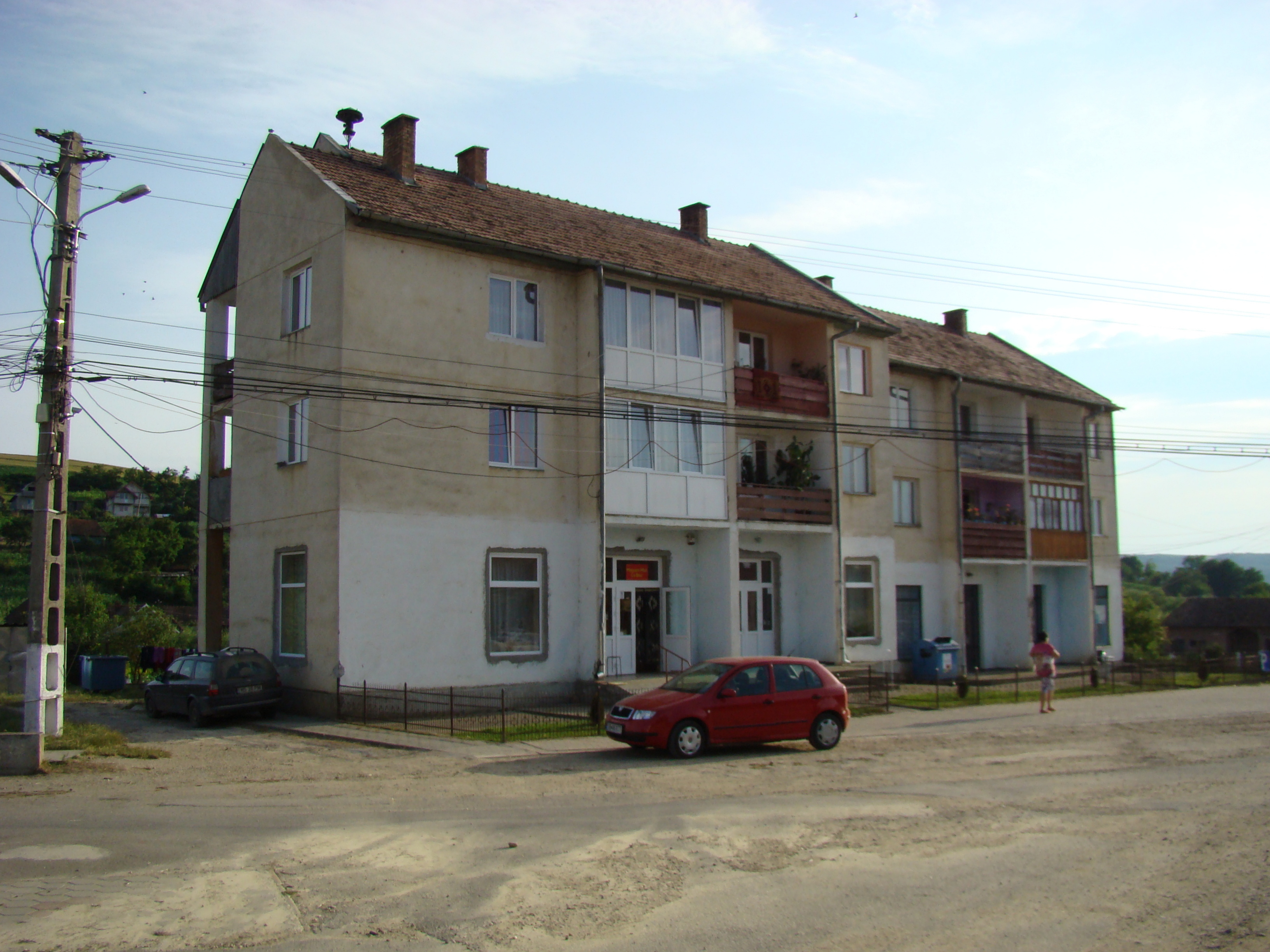
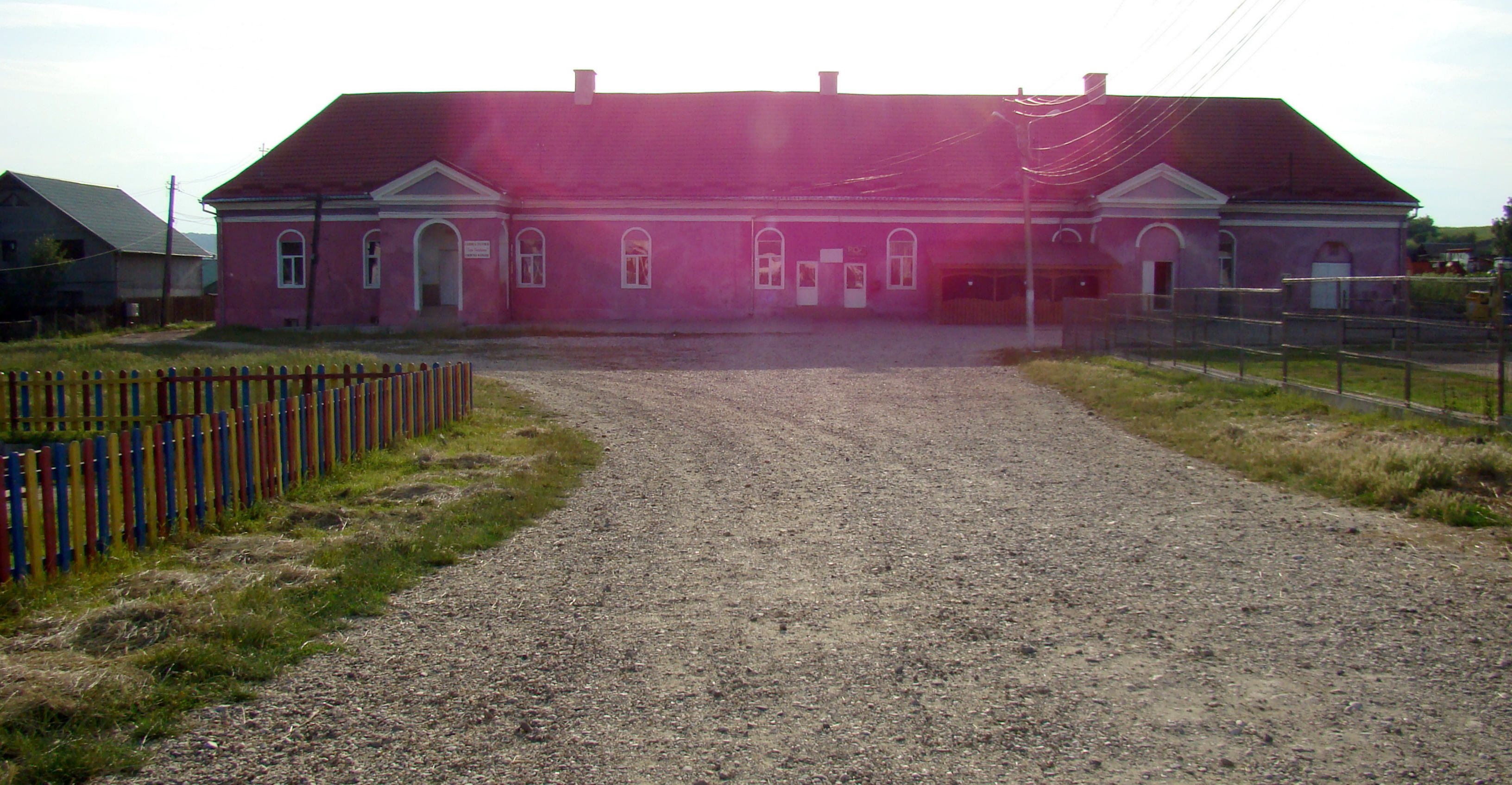
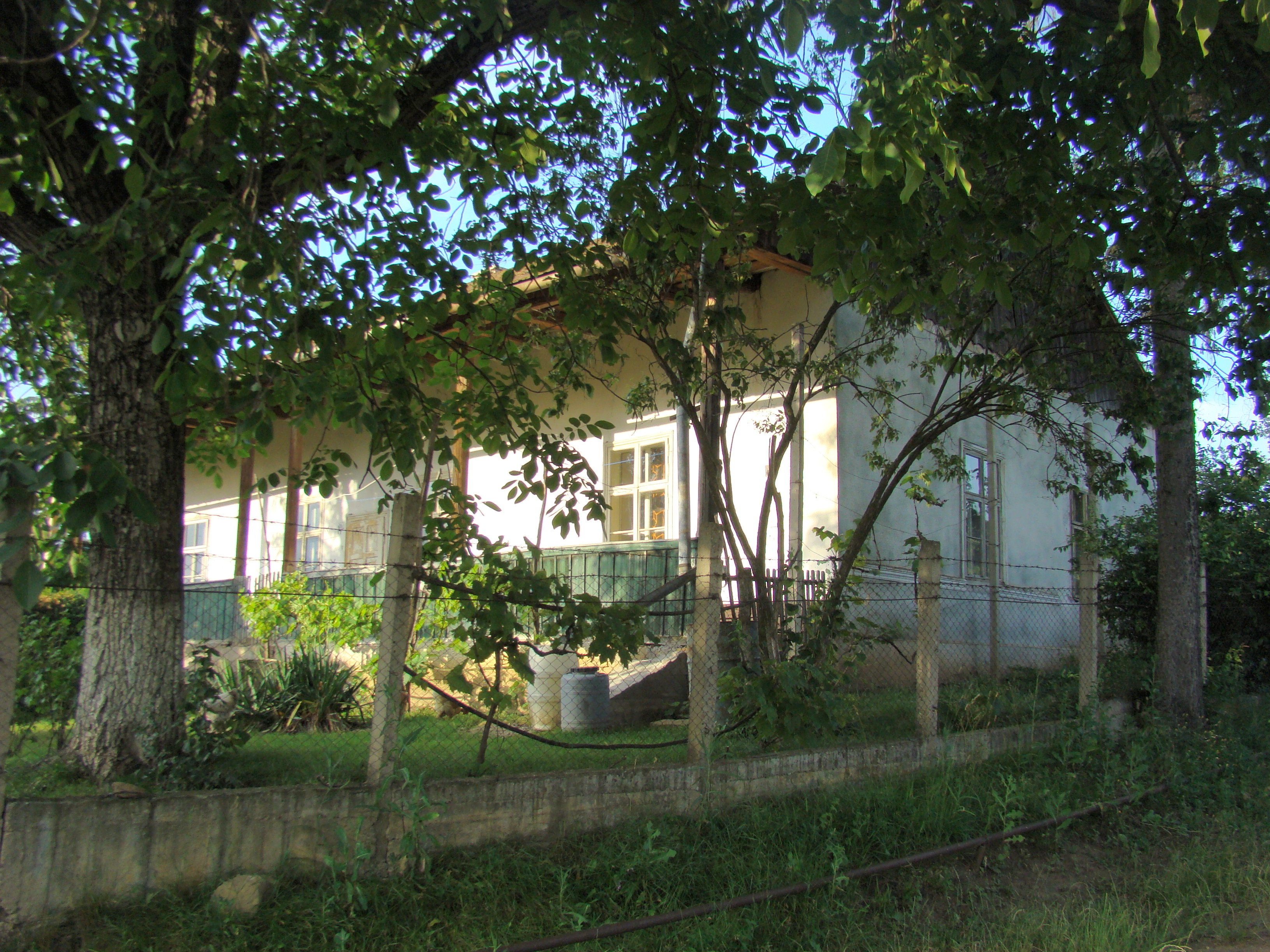
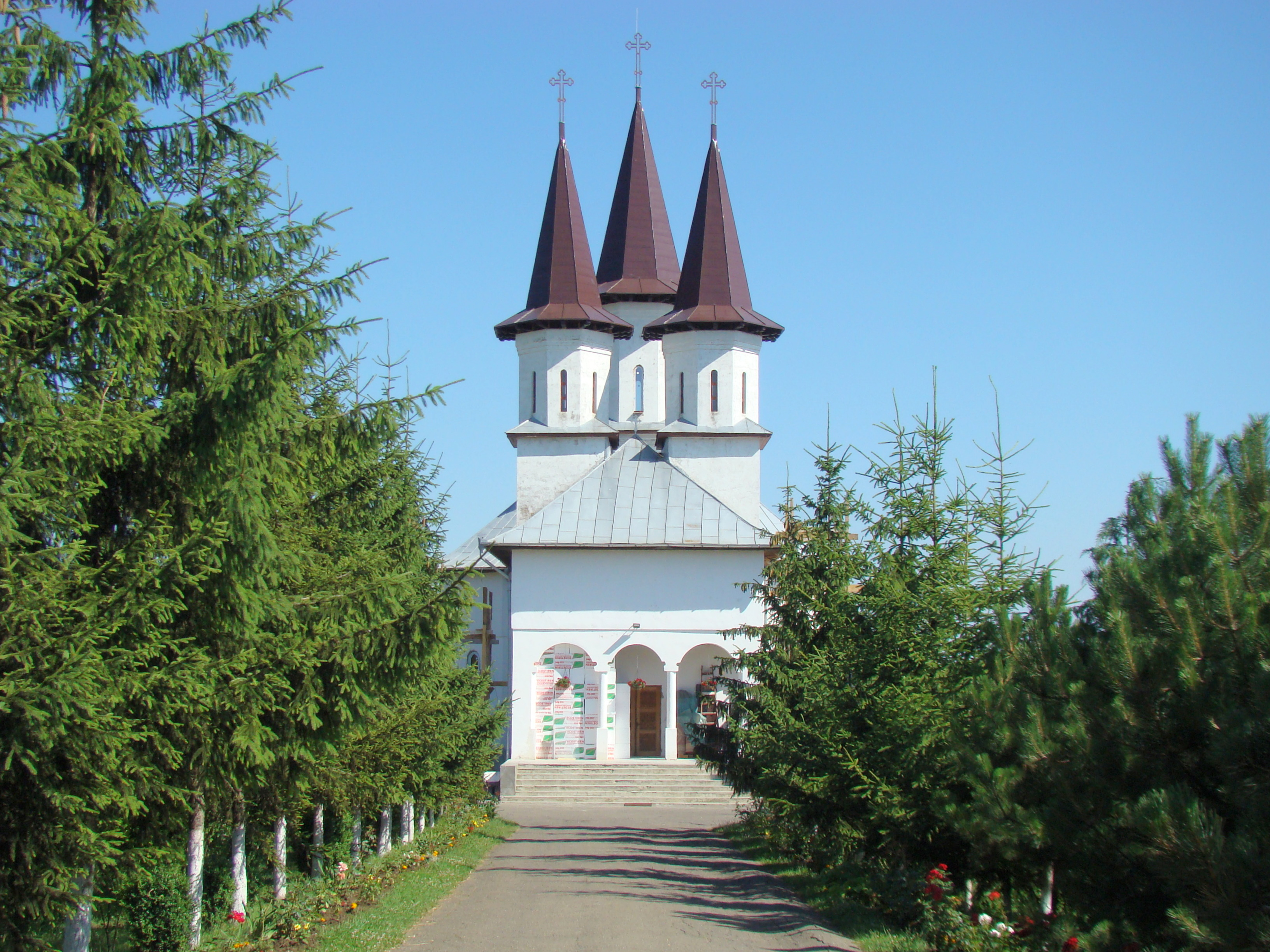
Mănăstirea Sânger-Chimitelnic

## Descoperiri arheologice
Pe teritoriul localității a fost descoperit în secolul al XIX-lea un colan (torques) din argint. Piesa reprezintă unul dintre acele coliere sau brățări mari, rigide, cunoscute sub numele de torques și formate dintr-o bară rigidă-în unele cazuri un mănunchi de bare-torsadă.